# Laumühlen
Laumühlen (platduits: Lohmöhlen) is een klein dorp in de gemeente Hechthausen in het Landkreis Cuxhaven in de deelstaat Nedersaksen. Het dorp wordt voor het eerst vermeld in een oorkonde uit 1560. Laumühlen ligt aan de rivier de Oste.